# Abdurrahman Wahid
Abdurrahman Wahid, conocido como Gus Dur (* Jombang, 7 de septiembre de 1940 -  Yakarta, 30 de diciembre de 2009) fue un político indonesio y Presidente de Indonesia. 

## Biografía
Cuarto presidente de Indonesia (1999-2001).
Miembro de una religiosa familia islámica, su abuelo fue el fundador del movimiento sunita Nahdlatul Ulama (NU) y su abuela fue la primera maestra mujer en Indonesia. Fue enviado a estudiar a Egipto en 1963 y se trasladó a Irak, terminando sus estudios de ciencia política en la Universidad de Bagdad en 1970; entonces emprende una travesía por Europa (Países Bajos, Alemania, Francia), para volver a Indonesia en 1971. Trabaja en varios institutos de investigación, profesor universitario y periodista hasta que se vincula a NU activamente por expresa petición de su abuelo, llegando a ser elegido al Parlamento en 1982, a nombre de uina coalición de la que hacía parte NU. En 1984 se convierte en máximo líder de la organización y emprende su reforma; entonces se convierte en una de las principales figuaras de la política indonesia, pasando de la colaboración a la oposición a la dictadura de Suharto a quien logra hacer renunciar, junto a otros líderes opositores, en 1998. Funda entonces una nueva coalición que le proclama candidato a la Presidencia para las elecciones legislativas (el Parlamento elegía al Presidente) de 1999, en las que su partido apenas alcanza el 11% de los escaños. Pero ante la polarización entre Jusuf Habibie y Megawati Sukarnoputri, otros grupos políticos presentan a Wahid como "tercera vía", resultando elegido tras la desistencia de Sukarnoputri, elegida Vicepresidenta. Luego de dos años de convulsionado gobierno, tras haber fracasado en la formación de varios gobiernos de unidad nacional y con convulsiones cada vez mayores en regiones como Aceh, Wahid es obligado a renunciar.